# Tommy Myllymäki

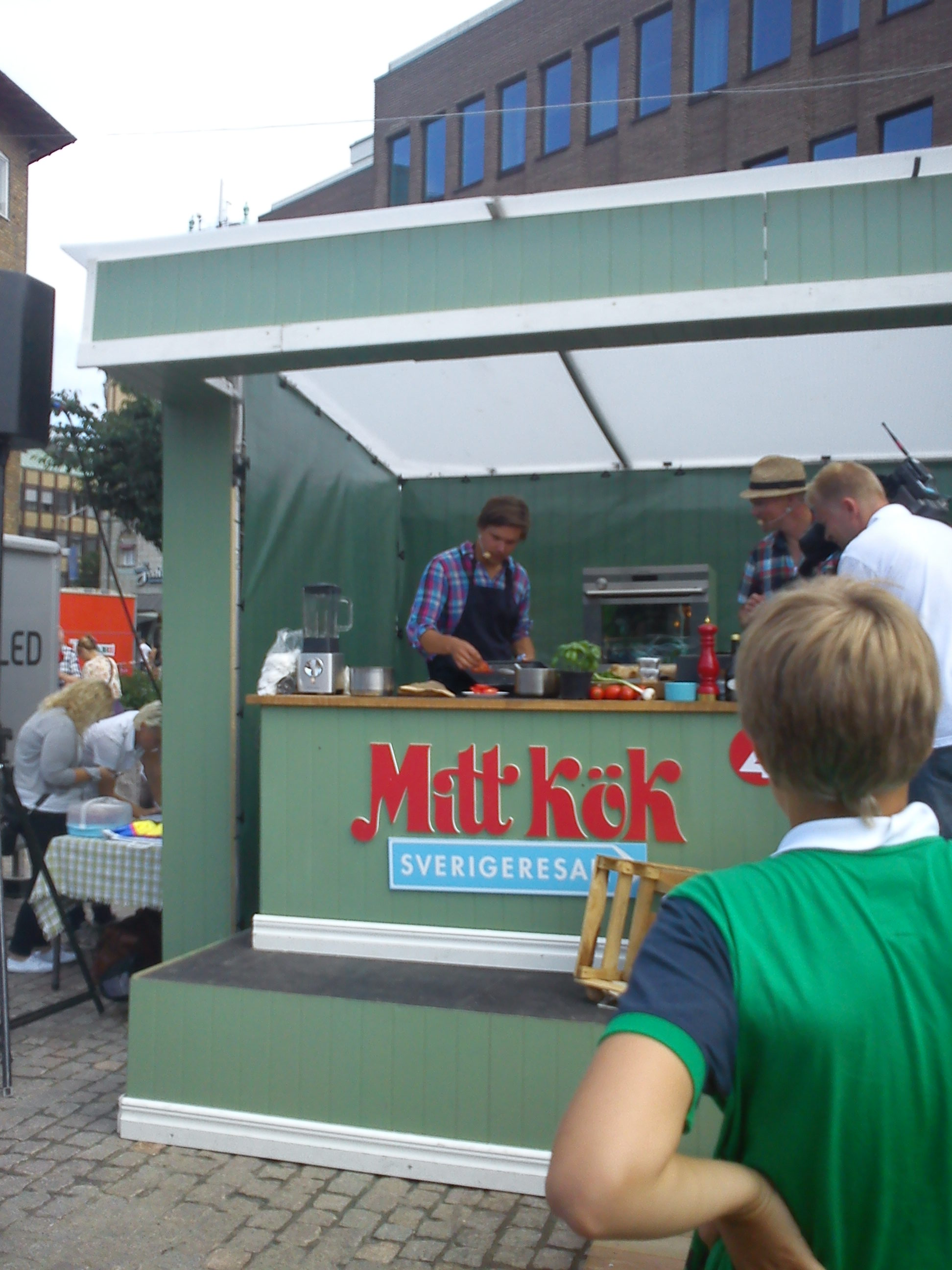
Myllymäki lagar mat framför publik på en marknad i Jönköping 2011.

Tommy Samuel Myllymäki, född 31 juli 1978 i Katrineholms församling, Södermanlands län, är en svensk kock som utsågs till Årets kock 2007.

## Biografi
Tommy Myllymäki är uppväxt i Katrineholm med föräldrar från Finland. 
Efter utbildning på restaurangprogrammet Lindengymnasiet i Katrineholm började han sin karriär hos Erik Lallerstedt på bland annat Gondolen och Eriks bakficka. Efter det har han arbetat med Karin Fransson på Hotell Borgholm på Öland. När han korades till Årets kock 2007 var han köksmästare på Pontus by the Sea i Stockholm.
Tommy Myllymäki vann den 9 januari 2010 den svenska uttagningen till Bocuse d'Or. Han representerade sedan Sverige vid Bocuse d'Or Europe i Genève 7–8 juni 2010 och vid Bocuse d'Or 25–26 januari 201 och vann silvertrofén Silverbocuse. Myllymäki tog 2011 silver i samma tävling och i maj 2014 intog han segerpallen i Bocuse d'Or Europe. 28 januari 2015 ställde han åter upp i tävlingen och tog brons i Bocuse d'Or i Lyon. Myllymäki presenterade pärlhöna med svenska vintersmaker samt bäcköring. 
Myllymäki driver bland annat Julita Wärdshus i Julita distrikt utanför Katrineholm och drev fram till våren 2012 bistro Stortorget i Katrineholm. Han är delägare i Matkomfort och har även drivit Den småländska kolonin, Bageriet och Bistron i Jönköping. Under 2012 märktes hans nya satsningar, bland annat Restaurang Spira som drivs av Tommy Myllymäki, Magnus Saleborn och Stefan Isaksson. Trion har också grundat Jönköpings Matbolag på Solåsen i Jönköping. I lokalen driver de ett stort produktionskök, ett bageri och en butik. Han driver även restaurang Sjön, belägen vid Vätterstranden i Jönköping. Sedan mars 2020 driver Myllymäki restaurangen Aira i Stockholm.
Under vinjetten Mitt kök – Sverigeresan åkte Myllymäki sommaren 2011 tillsammans med sommeliern Jens Dolk runt i Sverige och lagade mat i TV4:s Nyhetsmorgon på åtta olika platser under lika många veckor. Under säsongen 2011/2012 samarbetade ishockeylaget HV71 med Myllymäki, när man utvecklade mat- och dryckesutbud i samband med matcher. Sedan 1 september 2011 är Myllymäki anställd på deltid som kreativ ledare hos Sturehof, Riche och Teatergrillen i Stockholm.
Myllymäki deltog och vann matlagningstävlingsprogrammet Kockarnas kamp hösten 2012. 
2013 gav Myllymäki ut sin första kokbok, Såser, som sedan fått flera efterföljare.
Sedan 2023 är Myllymäki domare i Sveriges mästerkock.
I januari 2025 stod det klart att Myllymäki kommer att vara en av deltagarna i årets upplaga av Let's Dance. Det är dock okänt vem som kommer att vara hans danspartner i programmet.

### Om Myllymäki
- 2017 – Wilhelmson, Markus. Tommy Myllymäki: en studie i maniska förberedelser. Stockholm: Storytel Dox. Libris 20884649. ISBN 9789177785194